# النيل للطيران
النيل للطيران هي شركة طيران مصرية خاصة، تمتلكها مجموعة الطيار للسفر وهي مجموعة شركات سعودية تعمل بمجال السياحة، ويمتلكها رجل الأعمال السعودي الدكتور ناصر الطيار، يقع المقر الرئيسي للشركة في العاصمة المصرية القاهرة، وتتخذ من مطار القاهرة الدولي مركزاً لعملياتها، وهي ثالث شركة طيران في مصر تقوم بتسيير رحلات منتظمة ومجدولة بعد شركتي مصر للطيران والمصرية العالمية للطيران. بدأت خطط إنشاء الشركة منذ عام 2007 وذلك عندما أعلنت مجموعة الطيار للسفر عن إبرامها عقد مع شركة إيرباص الأوروبية لشراء تسعة طائرات من طراز إيرباص إيه 321 لتكون نواة لأسطول الشركة الجديدة، وذلك على هامش معرض دبي للطيران دورة عام 2007، تأسست الشركة رسمياً عام 2008 وبدأت عملياتها منتصف 2010، برحلات عارضة ثم ستبدأ رحلاتها إلى المملكة العربية السعودية ويليها بعد ذلك رحلات إلى دول الخليج العربي، وستبقي مجموعة الطيار للسفر على نسبة 70% من رأس مال الشركة وتطرح نسبة 30% الباقية للاكتتاب العام في بورصة القاهرة.

## الوجهات
مركز العمليات الرئيسي للشركة هو مطار القاهرة الدولي، تم إطلاق وجهاتها إلى كل من:
- نجران، مطار نجران الدولي
- جدة، مطار الملك عبد العزيز
- أبها، مطار أبها الإقليمي
- حائل، مطار حائل الإقليمي
- تبوك، مطار الأمير سلطان بن عبد العزيز الإقليمي
- القصيم، مطار الأمير نايف بن عبد العزيز الدولي
- الطائف، مطار الطائف الدولي
- جازان، مطار الملك عبد الله الإقليمي
- الإسكندرية، مطار برج العرب
- الكويت، مطار الكويت الدولي
- الاحساء، مطار الاحساء الاقليمي
- الجوف، مطار الجوف الاقليمي

## الأسطول
أسطول النيل للطيران
| نوع الطائرة        | المجموع | عدد الركاب (الدرجة الاقتصادية 156والافق 8) | الطلب | ملاحظات                |
| ------------------ | ------- | ------------------------------------------ | ----- | ---------------------- |
| إيرباص إيه 320     | 5       | 164(8/156)                                 | -     |                        |
| إيرباص إيه 321-200 | 2       | 204(8/196)                                 | -     | تم استلام 25 مايو 2016 |